# Schlacht bei Soissons (486)
Die Schlacht bei Soissons  in der Picardie im Norden von Frankreich fand im Jahre 486 (oder 487) zwischen dem Frankenkönig Chlodwig I. und den Truppen des Syagrius, des letzten Herrschers des Reiches von Soissons, statt. Sie gilt als entscheidende Etappe auf dem Weg des Frankenreiches unter Chlodwig I. zur Großmacht. Die Bezeichnung Schlacht bei Soissons ist irreführend, da der Ort der Schlacht nicht überliefert ist. Gregor von Tours berichtet lediglich, dass der von ihm als solcher betitelte rex Romanorum Syagrius in Soissons seine Residenz gehabt habe. Chlodwig habe diesen zur Wahl des Schlachtfeldes aufgefordert.
Nach dem Untergang des Weströmischen Reiches 476 hielt sich in Nordgallien im Gebiet zwischen Loire und Somme noch eine gallo-römische Enklave unter der Herrschaft des Syagrius, dem Sohn des Heermeisters Aegidius. Die zentrale Lage innerhalb Galliens mit einer noch weithin intakten Infrastruktur aus Straßenwegen und Verwaltung sicherte diesem Restreich eine gewisse Stabilität in den Wirren der Völkerwanderung, forderte aber zugleich den Expansionsdrang des nördlichen salfränkischen Nachbarn Chlodwig heraus. Welchen Umfang dieses „Reich“, wenn man es denn so nennen will, hatte, ist völlig unklar, da die Quellen faktisch nichts darüber berichten.
Chlodwig hielt bald nach dem Tod des mächtigen Westgotenkönigs Eurich (484) die Zeit für reif, auf das Reich des Syagrius einen Angriff zu wagen, den er 486 oder 487 unternahm. Dabei bekam er von seinem Verwandten Ragnachar Unterstützung, nicht jedoch vom salfränkischen Kleinkönig Chararich, obwohl er auch diesen zur Teilnahme aufgefordert hatte. Gregor von Tours (Historiae 2, 27), die einzige Quelle für diese Ereignisse, erzählt von der Kriegserklärung Chlodwigs und dass dieser, anscheinend einer fränkischen Sitte folgend, den Kampfplatz zu wählen verlangte, woraufhin Syagrius sich unerschrocken der militärischen Auseinandersetzung stellte. Wo die Schlacht stattfand, gibt Gregor nicht an, doch wird meist die Umgebung von Soissons als Ort des Kampfes angenommen. Genauso wenig gibt Gregor Einzelheiten des Schlachtverlaufs an, sondern bemerkt nur, dass die Truppen des Syagrius geschlagen wurden.
Syagrius flüchtete ins Westgotenreich zu Alarich II. in der Hoffnung, dieser würde ihm Asyl gewähren. Stattdessen lieferte Alarich Syagrius aber (zu einem nicht genau definierten Zeitpunkt) an Chlodwig aus, der ihn umgehend hinrichten ließ. Chlodwig profitierte erheblich von der Niederlage des Syagrius und konnte seinen Herrschaftsbereich wohl recht beträchtlich ausdehnen, wenngleich Einzelheiten nicht überliefert sind.